# ブータ

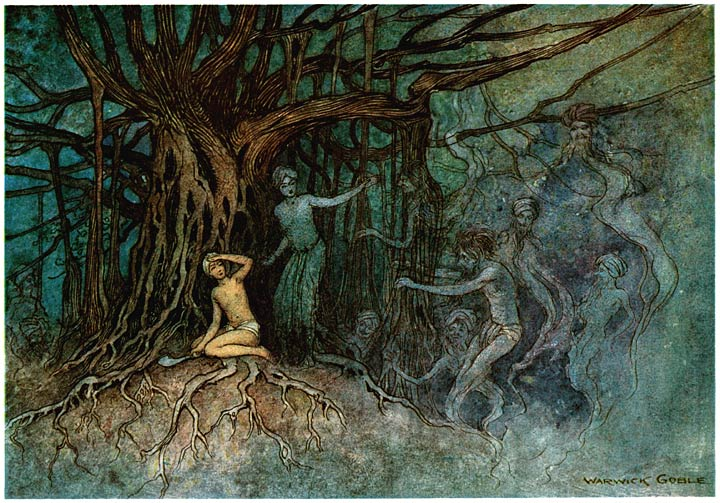
ブータに襲われるバラモンの青年を助けるBrahmadaitya。 ベンガル地方の民話から。

ブータ（Bhūta）はインドに伝わる悪霊・吸血鬼の類。ブータナとも呼ばれ、仏教においては富単那（ふたんな）と音訳されて広目天の眷属、仁王経の八部衆の一つとされる。ヒンディー語ではブート（Bhūt）と呼ばれる。
事故死、自殺、刑死などで急死しプレータ（Preta）と呼ばれる浮遊霊となった死者は、死後11日目に跡取り息子によって供養されなければ家を守護する祖霊ピトリ（Pitṛ）となることができず、墓地で排泄物や腸を食べ、たまに人間を騙してその肉を食らうようになる。ブータは傲慢であり、人の話に全く耳を傾けず、襲われた人間は重病となったり死亡したりする。人間に化け旅人の邪魔をするだけの比較的無害な場合もある。